# Epochenschwelle
Epochenschwelle ist ein vom Philosoph Hans Blumenberg geprägter Begriff zur Bezeichnung des Zeitraums zwischen zwei Epochen. Sie ist Teil der Periodisierung von Geschichte. Blumenberg bezeichnet Epochenschwellen als „unmerklichen Limes“, der nur rückblickend (ex post) erkennbar ist. 
Der Wortteil Schwelle steht metaphorisch für 'Zeitraum' oder 'Phase'. 
Blumenberg hat den Begriff Epochengrenze kritisiert („Wer von der Realität einer Epochenwende spricht, belastet sich mit dem Nachweis dafür, dass etwas definitiv entschieden wird“).
Reinhart Koselleck prägte für die Übergangszeit zwischen Früher Neuzeit und Moderne den Begriff Sattelzeit. 